# 国际会计准则第18号
国际会计准则第18号（IAS 18）收入是国际会计准则之一，簡稱：IAS 18，生效始自1995年1月1日，目的是統一按標準化編寫财务报表。
IAS 18指示會計賬中收入認定條件。收入（Revenue）包括销售收入、服务收费、利息、股利和使用费（租金），它們都是在指定期間，例如某業務單位的某財政年度的經濟收益。